# Catherine 1. af Courtenay, latinsk kejserinde
Catherine 1. af Courtenay (født 25. november 1274, død 11. oktober 1307 i Paris) var en titulær latinsk kejserinde i eksil. 
I Frankrig var hun markgrevinde af Namur og tilhørte dermed højadelen. Hun var oldedatter af Ludvig 8. af Frankrig, datterdatter af Karl 1. af Sicilien, grandniece til Ludvig den Hellige, svigerdatter til Filip 3. af Frankrig og svigerinde til Filip 4. af Frankrig. Hendes ældste datter blev hendes efterfølger som titulær latinsk kejserinde.

## Familie
Catherine 1. var den anden hustru til franske kongesøn Karl af Valois. De fik fire børn: 
- Jean, greve af Chartres (1302–1308).
- Catherine 2. af Valois-Courtenay, fyrstinde af Achaea (1303-1346), gift med hertug Filip 1. af Taranto, Catherine 2. efterfulgte sin mor som latinsk kejserinde i eksil.
- Jeanne af Valois (1304-1363), gift med Robert 3. af Artois
- Isabelle (1306-1349), abbedisse i klostret i Fontevraud (verdensarv siden år 2000).